# Акчернский
Акчернский — хутор в Урюпинском районе Волгоградской области России, в составе Акчернского сельского поселения. Расположен на реке Акчерня, в 18 км к югу от Урюпинска.
Население — 228 (2010) человек. 

## История
Дата основания не установлена. Хутор относился к юрту станицы Тепикинской Хопёрского округа Области Войска Донского (до 1870 года — Земля Войска Донского).
В 1859 году на хуторе проживали 131 душа мужского и 131 душа женского пола. В 1897 году на хуторе проживало 443 мужчины и 462 женщины. Население хутора было в большинстве неграмотным: на хуторе проживало всего 116 грамотных мужчин и 6 грамотных женщин. Согласно алфавитному списку населённых мест Области Войска Донского 1915 года земельный надел хутора составлял 3996 десятин, на хуторе проживало 444 мужчины и 435 женщин, имелись хуторское правление и приходское училище.
В 1921 году хутор был включён в состав Царицынской губернии. С 1928 года — в составе Урюпинского района Хопёрского округа (упразднён в 1930 году) Нижне-Волжского края (с 1934 года — Сталинградского края, с 1936 года Сталинградской области, с 1961 года — Волгоградской области).

## География
Хутор находится в степной местности, в пределах Хопёрско-Бузулукской равнины, являющейся южным окончанием Окско-Донской низменности, на реке Акчерня (преимущественно на правом берегу), восточнее хутора Дьяконовский 1-й. Центр хутора расположен на высоте около 90 метров над уровнем моря. Почвы — чернозёмы обыкновенные. Почвообразующие породы — пески.
Через хутор проходит автодорога, связывающая город Урюпинск и хутор Дубовский. По автомобильным дорогам расстояние до районного центра города Урюпинска составляет 18 км, до областного центра города Волгоград — 350 км.
Часовой пояс
Акчернский, как и вся Волгоградская область, находится в часовой зоне МСК (московское время). Смещение применяемого времени относительно UTC составляет +3:00.

## Население
Динамика численности населения по годам:
| 1859 | 1873 | 1897 | 1915 | 1989 | 2002 |
| ---- | ---- | ---- | ---- | ---- | ---- |
| 262  | 659  | 905  | 879  | ≈400 | 253  |

| 2010 |
| ---- |
| 228  |